# Jicaque Indijanci
Jicaque (Izgovor hikak; Ostali oblici su Cicaque, Hicaque, Ikake, Taguaca, Taupane, Tol, Tolpan, Torrupan, Xicaque)/, indijanski narod ili grupa plemena porodice Jicaquean, velika porodica Hokan, nastanjen u departmanu Yoro u Hondurasu, a dio i u regiji "Montaña del Flor" u departmanu Francisco Morazan. Tolupanes, oko 19,300 se danas sastoje od 28 grupa imenovanih pogalvito po selima, to su: Agua Caliente, Anisillos, Candelaria, El Palmar, El Pate, El Siriano, El Tablón, Guajiniquil, Jimía, La Bolsita, La Pintada, Lagunitas, Las Vegas, Luquigüe, Matadero, Mina Honda, Placencia, Plan Grande, San Esteban, San Francisco de Locomapa, Santa Martha, Santa Rosita Subirana i Zapotal. 
Broj Jicaque grupa izvorno je do 80.-tih godina iznosio 21, ali se kasnije povećao na 28. Jedino pleme koje je očuvalo jicaque jezik su Indijanci plemena tribu Montaña de la Flor. Plemena su: Agalteca, Anisillos, Candelaria, El Palmar, El Pate, El Tablón, Guadarrama, Guajiniquil, Jimía, La Bolsita, La Pintada, Lagunitas, Las Vegas de Tepemechín, Matadero, Mina Honda, Montaña de la Flor, Pichingos, Plan Grande, San Esteban/Agua Caliente de la Reinada, San Francisco Locamapa, Santa Marta, Siriano, Subirana, Zapotal. Tri plemena žive u Montaña de la Flor i jedno u opčini Marale u departmanu Francisco Morazan.

## Etnografija
Cultura Jicaquea je slična onoj Sumo i Miskito Indijanaca iz sjeveroistočne Nikaragve. Agrikulturan su narod, uzgajivači slatke (neotrovne) manioke, gorke manioke, graha i kukuruza; Uz lov i ribolov u novije vrijeme Hikaki se bave i uzgojem stoke. Kuće su građene na nosačima i prekrivene slamom. Odjeća je danas polutradicionalna, a komercijalne hlače i košulje tipične su za srednje-američkog seljaka. Od obrta razvijeno je tkalaštvo, košaraštvo i proizvodnja metate (oblik mlinskog kamena) i proizvodnja luka i strijele. Obitelj je poliginijska. U vjeri se plemena Montaña de la Flor Jicaquea, kao i kod panamskih Cuna i Chocó Indijanaca dolazi do uplitanja kršćanskog boga u domorodački mit, a uz kršćanstvo još su živi stari šamanski običaji.

## Vanjske poveznice
- Jicaque
- Jicaques, kunas, garífunas, mayas: ¿a dónde van?